# Bulia pavitensis
Bulia pavitensis là một loài bướm đêm trong họ Erebidae.